# Drosophila saraswati
Drosophila saraswati este o specie de muște din genul Drosophila, familia Drosophilidae, descrisă de Singh și Dash în anul 1998. Conform Catalogue of Life specia Drosophila saraswati nu are subspecii cunoscute.